# Новая Мироновка
Но́вая Миро́новка (укр. Нова Миронівка, до 2016 г. — Пятиричка) — село, входит в Мироновский район Киевской области Украины.
Население по переписи 2001 года составляло 294 человека. Почтовый индекс — 08853. Телефонный код — 4574. Занимает площадь 4,19 км². Код КОАТУУ — 3222988303.

## Местный совет
08853, Київська обл., Миронівський р-н, с.Центральне